# Хахкаярви
Ха́хкая́рви (Хахка-ярви;фин. Haahkajärvi) — озеро на территории Лоймольского сельского поселения Суоярвского района Республики Карелия.

## Общие сведения
Площадь озера — 0,5 км². Располагается на высоте 92,0 метров над уровнем моря.
Форма озера продолговатая: вытянуто с северо-запада на юго-восток. Берега каменисто-песчаные, местами заболоченные.
Из юго-восточной оконечности озера вытекает ручей Хахкан (фин. Haahkanpuro), втекающий по правому берегу в реку Уксунйоки.
Населённые пункты возле озера отсутствуют. Ближайший — посёлок Кясняселькя — расположен в 13,5 км к юго-востоку от озера.
Название озера переводится с финского языка как «гагачье озеро».
Код объекта в государственном водном реестре — 01040300211102000013957.